# Бій під Дорогинкою
Бій під Дорогинкою — бій, що відбувся 29 квітня (за іншими даними 28 квітня) 1921 року біля села Дорогинка Ніжинського повіту (нині Ічнянський район) між загоном ніжинської міліції та загоном махновців під командуванням отамана Щуся, в результаті якого загинуло близько 100—110 співробітників ніжинської міліції.
|  | Наступний 1921 рік для ніжинської міліції почався з трагічної події— бій біля села Дорогинка, після якого чисельність штату працівників зменшилась на 50 % |

 Писалось тоді в місцевій газеті.

## Причини руху повстанців у напрямку Ніжина
Плани угруповання махновців, які рвалися до Чернігівської губернії, були набагато сміливіші, ніж звичайні одноразові напади. Основною метою махновців було захоплення Ніжинських військових складів.
1 березня 1921 року зусиллями більшовицької влади на Чернігівщині розпочався «продовольчий місяць» — продовження політики продрозкладки, системи заготівель сільськогосподарських продуктів, прийнятої за рішенням Раднаркому. Відповідно до цієї системи селяни були зобов'язані здавати державі за твердими цінами «надлишки» (понад встановлені норми на особисті та господарські потреби) зерна та інших продуктів харчування. Як наслідок, вже взимку 1921 року до Нестора Махна прибула делегація селян від декількох повітів Чернігівської губернії з проханням зайняти і звільнити їх територію, від радянської влади. Навесні загону Ф. Щуся, в якому налічувалось близько сотні тачанок, вдалось пробитись на територію Чернігівської губернії. Згодом за декілька місяців загін чисельно збільшився майже вдвічі — до 1000 осіб, в основному з-поміж дезертирів. Основою умундирування в яких була форма бійців регулярних частин Червоної Армії, це вводило в оману представників радянської влади. Бойовий шлях загону проліг по багатьох населених пунктах південних повітів Чернігівської губернії, де нищилися установи радянської влади, комуністи, комнезамівці. Мало не в кожному селі селяни передавали махновцям протоколи сільських зборів із резолюціями про повну підтримку їхніх дій. Рейд супроводжувався безперервними боями з підрозділами Червоної Армії, міліції та ЧК. Губернською військовою нарадою був розроблений план протидії махновцям, яким передбачалося захистити Ніжинські армійські склади і не допустити об'єднання загону Щуся із загоном отамана Галаки, що діяв в Городнянських лісах.

## Організація контрповстанського рейду
План протидії наступові махновців був розроблений Чернігівською військовою нарадою. Начальник губернської міліції запропонував начальнику ніжинської міліції виступити на чолі загону міліції в район села Дорогинки, зайнявши його до приходу махновців, використати гарні природні умови для влаштування засідки.

### Чисельний склад та озброєння
У Ніжині було створено зведений загін у складі близько 150 осіб: з ніжинської повітової міліції — 40 піших і 15 кінних, а також з продовольчої роти 90 червоноармійців — вихідців з Росії. Командування загоном було покладено на начальника Чернігівської повітової міліції Я. Точеного.
На озброєні загону були гвинтівки (хоча в основному їх роль виконували конфісковані самопали і обрізи), близько десятка ручних гранат, і три ручних кулемета системи Шоша (на озброєння вступили після радянсько-польської війни, за свідченнями, на ніжинських артилерійських складах зберігалися сотнями), всі три кулемети відмовили після декількох хвилин бою.

## Бій біля села Дорогинка
29 квітня о четвертій годині ранку ніжинський загін підійшов до села Дорогинка, але там на напередодні вночі махновці зайняли село, порубали міліціонерів, комнезамівців і членів сільради. Помітивши більшовицький загін, повстанці зосередились на краю села у кінному строю, грамотно розташували кулеметні гнізда — так щоб вести перехресний вогонь. Таким чином влаштувавши засідку, чекали моменту для атаки. Сили загону попередньо не вислали розвідувальний дозор, рухались суцільною колоною, тому фактор раптовості був на стороні повстанців. Спочатку бійці загону отамана Щуся відкрили вогонь, наступним кроком була атака кавалерії махновців, яка спричинила сум'яття на передньому краї оборонців і призвела до втечі тилових підрозділів міліціонерів, яким і вдалося вижити.
Зберігся цікавий документ:
|  | «Оперсводка к 4 часам 29 апреля 1921 года. 00 часов 50 минут. Иваницкий волвоенком сообщил, что высланный секретразведчик для связи с 58 полком, донес: 13 часов 28 апреля в 9 верстах от Нежина между д. Дорогинка и Нежином был бой Нежинского отряда с бандой. Части Нежинского отряда в беспорядке отступили, оставив 100 человек в плену. Замечено, что банда имеет патроны» |

Командування 58 стрілецького полку ухвалило рішення про допомогу досить оперативно, чим врятувало досить багато життів, адже наскоро відступаючі бійці отамана Щуся відпускали ще не страчених полонених.
Зі спогадів міліціонера Походні В. З., одного з небагатьох уцілілих у бою під Дорогинкою:
|  | «…Помітивши ніжинський загін, бандити в кінному строю зосередилися на краю села, в пролісках та ярах, влаштували, так би мовити, засідку і почали чекати моменту для атаки…» |

Зі спогадів начальника ніжинської повітової міліції К. А. Січкаря:
|  | «…Бандити дуже гарно бачили, як підходила колона міліціонерів та червоногвардійців з Ніжина польовим шляхом… бандити підготувалися до атаки кіннотою, а потім, дочекавшись слушного часу, пішли в атаку під прикриттям кулеметного вогню…» |

Більшовики вирішили зайняти кругову оборону і використати гранати, але махновська кіннота вдарила з флангів, оточила ніжинський загін і розбила його вщент.

## Наслідки бою

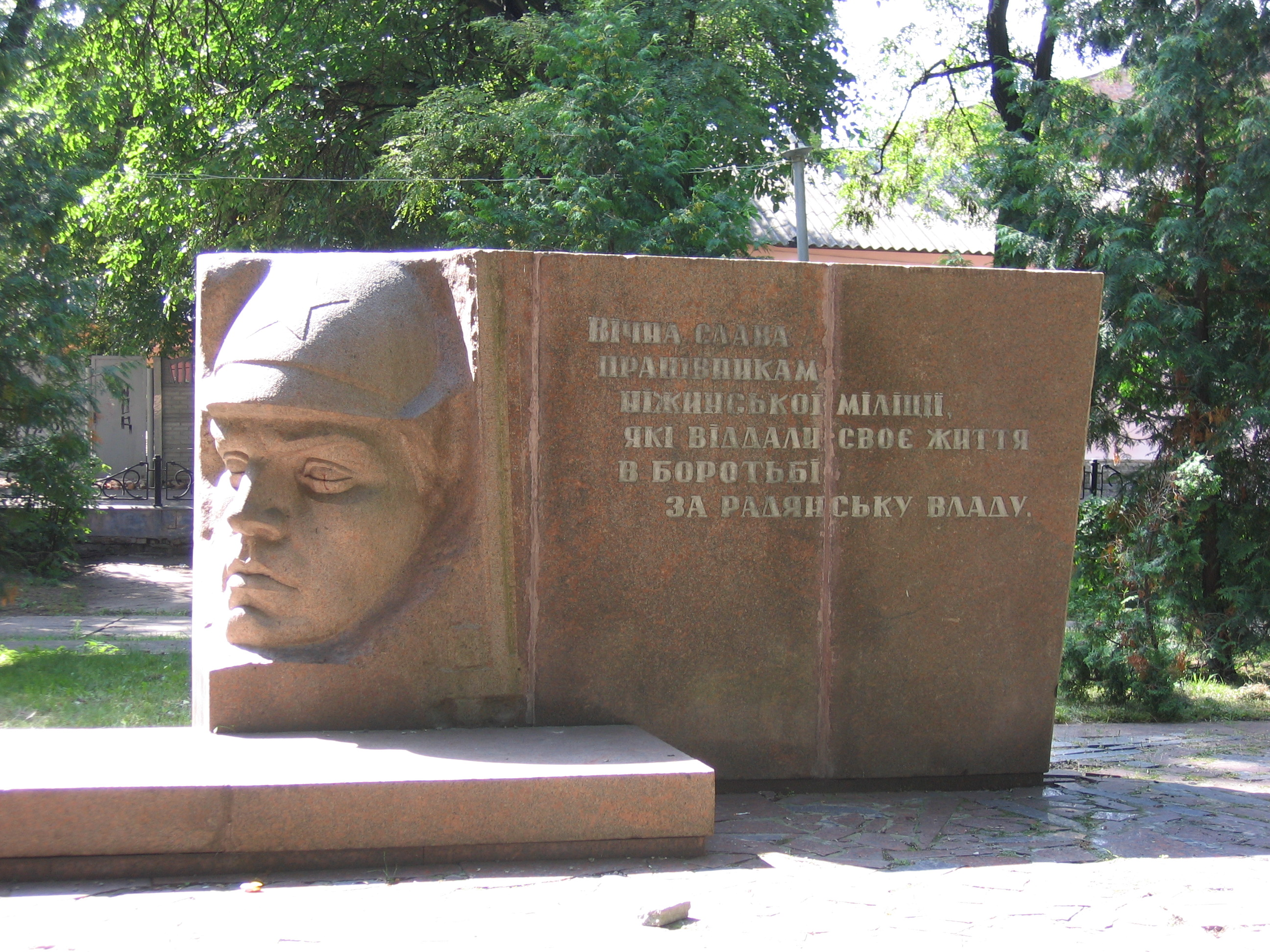
пам'ятник загиблим міліціонерам

Незважаючи на непоправні втрати особового складу Ніжинської міської міліції можна вважати полеглих борцями за радянську владу. Адже було завдано величезного удару по всьому махновському русі на Чернігівщині-отаманові Щусю довелось відступити з величезними втратами далеко від Ніжина, великий обоз поранених сковували його відхід, а відсутність боєприпасів і постійне переслідування частин Червоної армії підривало бойовий дух повстанців, все частіше доводилось робити злочини проти мирного населення, чим мимовільно повертали прихильність населення до радянської влади.
Тіла загиблих були поховані у братській могилі в Гоголівському парку міста Ніжин.